# Paxillus ionipus
Paxillus ionipus är en svampart som beskrevs av Quél. 1888. Paxillus ionipus ingår i släktet pluggskivlingar och familjen Paxillaceae.   Inga underarter finns listade i Catalogue of Life.